# Hydriomena vulcinaria
Hydriomena vulcinaria là một loài bướm đêm trong họ Geometridae.